# Via dei Mille
 (signalé en mai 2025).
Si vous disposez d'ouvrages ou d'articles de référence ou si vous connaissez des sites web de qualité traitant du thème abordé ici, merci de compléter l'article en donnant les références utiles à sa vérifiabilité et en les liant à la section « Notes et références ».
- Archive Wikiwix
- Bing
- Cairn
- DuckDuckGo
- E. Universalis
- Gallica
- Google
- G. Books
- G. News
- G. Scholar
- Persée
- Qwant
- (zh) Baidu
- (ru) Yandex
- (wd) trouver des œuvres sur Wikidata

La Via dei Mille est une importante rue commerciale de Naples située dans le quartier de Chiaia. Célèbre pour ses commerces de luxe et pour la présence de boutiques d'importantes maisons de couture, elle est dédiée aux Mille, les soldats de Garibaldi qui en 1860 ont participé à l'Expédition à laquelle ils ont donné leur nom et ont réalisé l'unification des provinces du Mezzogiorno au sud du royaume d'Italie.

## Histoire
La route a été ouverte en 1885 dans le cadre du Risanamento de Naples. Plus précisément, l'ouverture de la Via dei Mille faisait partie du plan d'aménagement du quartier Rione Amedeo. Elle constituait une continuation de la via Colonna (construite à la fin des années 1870), dans le but de relier la Piazza Principe Amedeo à la via Chiaia, en élargissant la route préexistante sur laquelle des résidences nobles telles que le Palazzo d'Avalos del Vasto et le Palais Carafa di Roccella.

## Description
La rue présente des bâtiments Art nouveau construits au début des années 1900 par l'architecte Giulio Ulisse Arata (en particulier le bâtiment situé au numéro 45-47 et le Palazzo Leonetti). D'autres bâtiments datant du début des années 1900 sont le Palazzo Spinelli, situé au numéro 16 et le Palazzo Petriccione di Vadi, situé au numéro 1, tous deux construits dans un style néoclassique.
La Via dei Mille rejoint au Palazzo Mannajuolo la Via Gaetano Filangieri, également caractérisée par des bâtiments Art nouveau et la présence de boutiques de luxe.

## Galerie
| Image | Description |
| ----- | --- |
|       | Vue de la Via dei Mille, avec le Palazzo Mannajuolo en arrière-plan. A gauche les escaliers Francesco d'Andrea, qui relient la rue aux rampes de Brancaccio ; à droite la suite du tracé routier, via Gaetano Filangieri. |
|       | Via dei Mille sur une photo d'époque, prise à l'intersection avec la Via Mariano d'Ayala. |
|       | Église Santa Teresa a Chiaia, située à l'angle de via dei Mille et via Vittoria Colonna. |
|       | Palazzo Leonetti, situé 40 via dei Mille. Bâtiment Art nouveau du début des années 1900, c'est le siège du consulat britannique et du consulat espagnol. |
|       | Palazzo d'Avalos del Vasto, situé 48-50 via dei Mille. Le bâtiment a été construit au XVIe siècle à l'initiative de Fernando Francesco d'Avalos et de son épouse Vittoria Colonna. Il a pris son aspect actuel à la suite des vastes travaux de rénovation effectués par Mario Gioffredo et poursuivis par Pompeo Schiantarelli au cours de la seconde moitié du XVIIIe siècle. |
|       | Palais Carafa di Roccella, situé 60 via dei Mille. Le bâtiment abrite le musée d'art contemporain PAN. |

## Source de la traduction
- (it) Cet article est partiellement ou en totalité issu de l’article de Wikipédia en italien intitulé « Via dei Mille » (voir la liste des auteurs).